# Provincia de Sofía-Ciudad
La provincia de Sofía-Ciudad (en búlgaro: Област София-град) es una provincia u óblast ubicado en el oeste de Bulgaria. Se encuentra rodeada por la provincia de Sofía excepto en su parte suroccidental, donde limita con la provincia de Pernik.

## Subdivisiones
La provincia está integrada por un solo municipio, la ciudad de Sofía, que se divide en 24 distritos:
- Bankya
- Izgrev
- Ilinden
- Iskar
- Krasna polyana
- Krasno selo
- Kremikovtsi
- Lozenets
- Lyulin
- Mladost
- Nadezhda
- Novi Iskar
- Ovcha kupel
- Oborishte
- Pancharevo
- Poduyane
- Serdika
- Slatina
- Studentski grad
- Sredets
- Triaditsa
- Vazrazhdane
- Vitosha
- Vrabnitsa